# 貝爾西站
貝尔西站（法語：Bercy），是巴黎地鐵的一個車站。貝尔西站位於巴黎12區，是巴黎地鐵6號線和巴黎地鐵14號線的車站。貝尔西站開業於1909年3月1日。1998年10月15日，貝尔西站的14號線部分開通。貝尔西站所在地曾有一座城門。

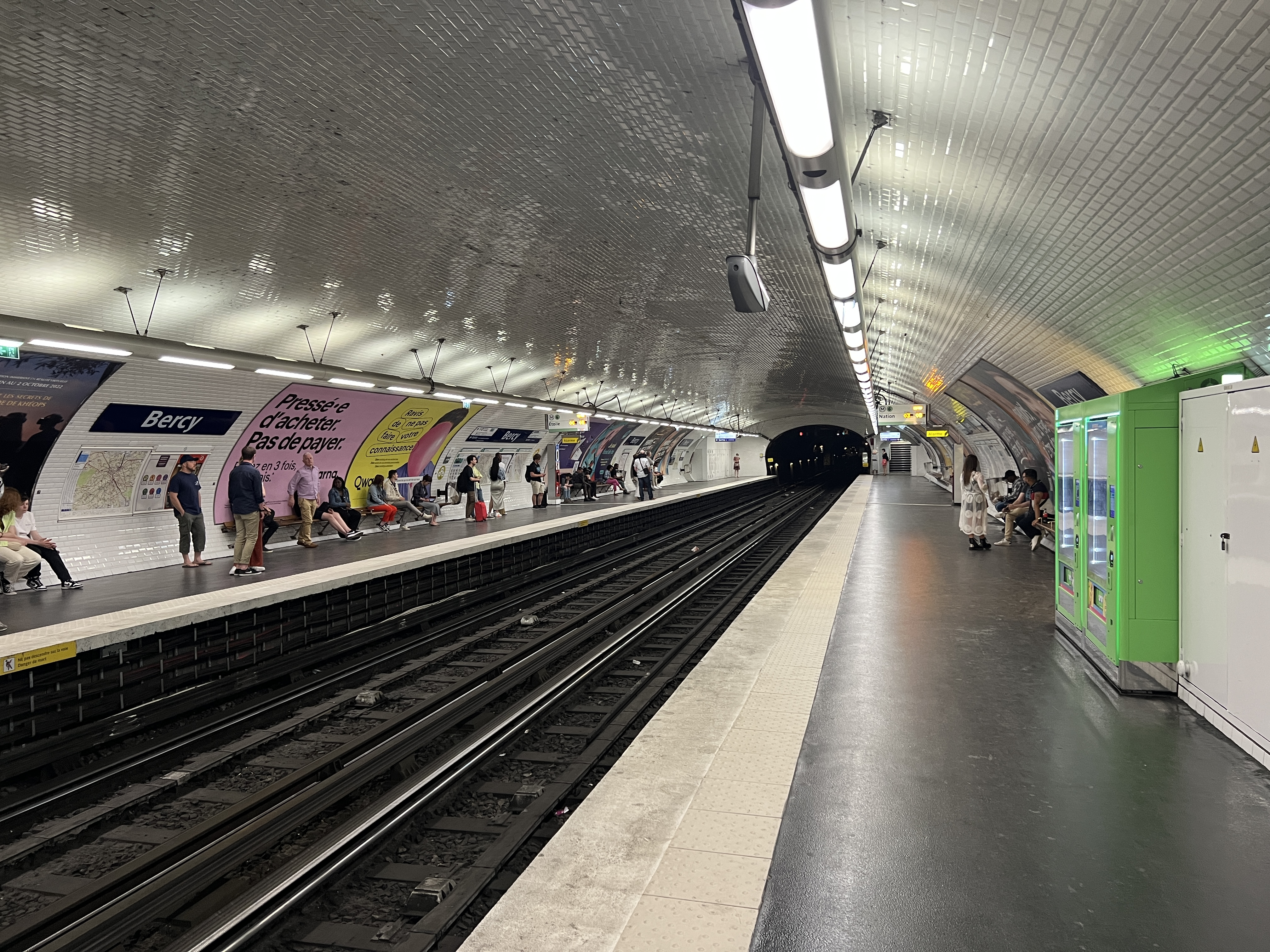
6號線月台（2022年7月）

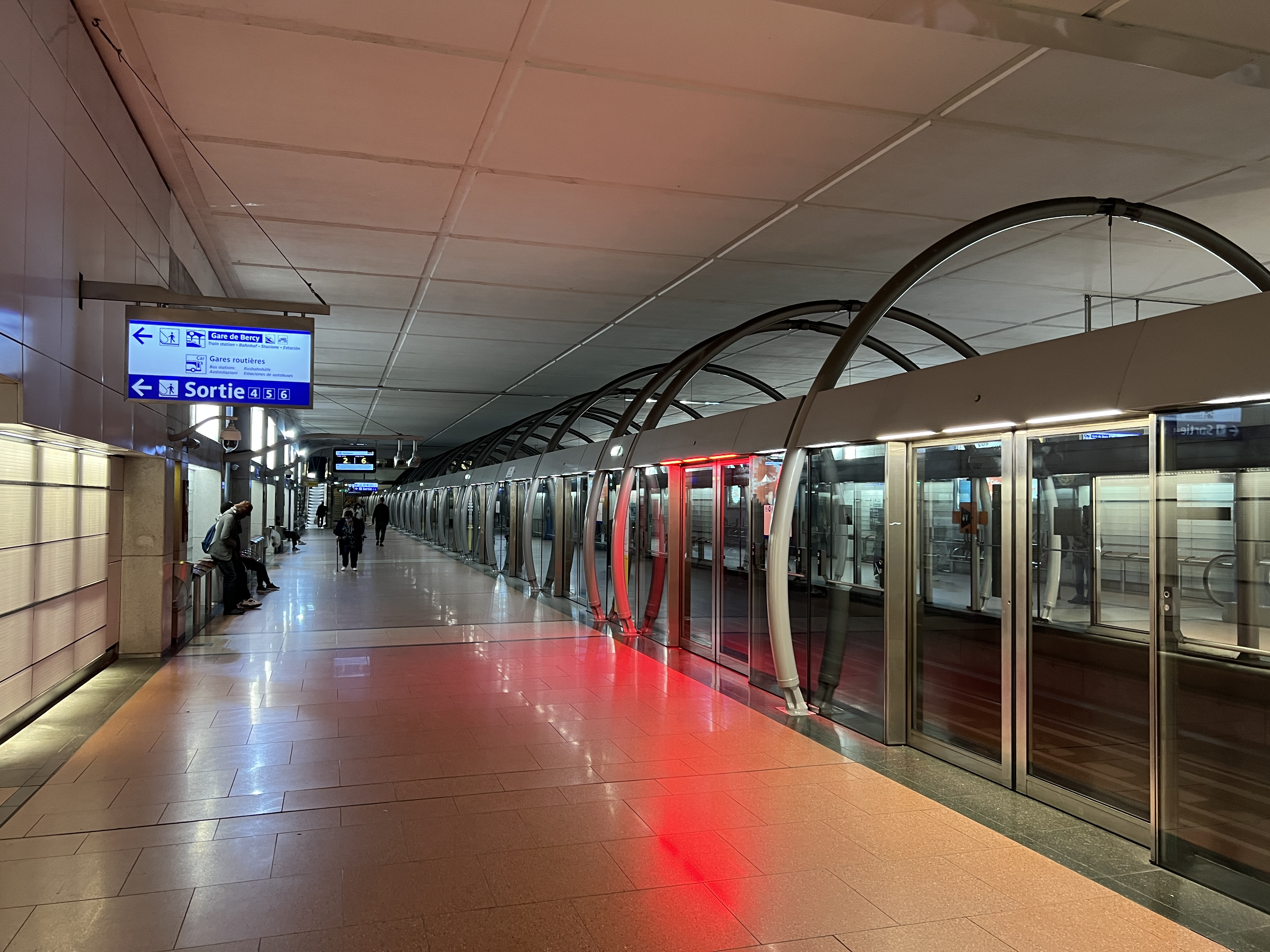
14號線月台（2022年6月）

## 車站結構
| G  | 街道                             | 出入口                           |
| B1 | 夾層                             | 往出入口                         |
| B2 | 側式月台，右側開門               | 側式月台，右側開門               |
| B2 | 西行                             | 往夏爾·戴高樂-星形（車站河邊街） |
| B2 | 東行                             | 往民族（杜戈米埃）               |
| B2 | 側式月台，右側開門               |                                  |
| B3 | 設有月台幕門的側式月台，右側開門 | 設有月台幕門的側式月台，右側開門 |
| B3 | 北行                             | 往聖旺市政府（里昂車站）         |
| B3 | 南行                             | 往奧林匹亞德（聖埃米利昂庭院）   |
| B3 | 設有月台幕門的側式月台，右側開門 |                                  |